# Dicranomyia acinomeca
Dicranomyia acinomeca är en tvåvingeart som först beskrevs av Alexander 1968.  Dicranomyia acinomeca ingår i släktet Dicranomyia och familjen småharkrankar. Inga underarter finns listade i Catalogue of Life.